# Meganne Christian
Pour les articles homonymes, voir Christian et Wyatt.

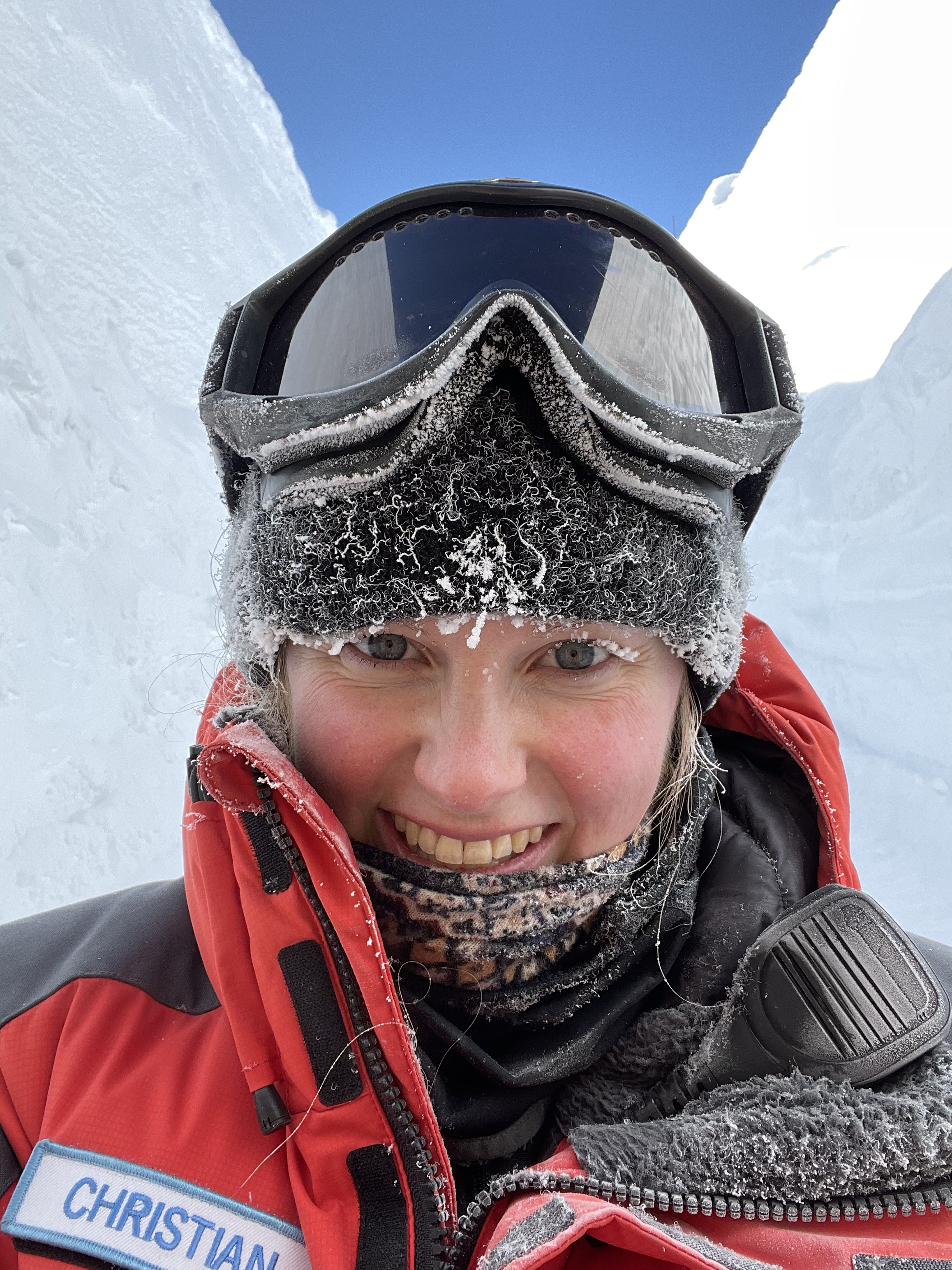
Meganne Christian en 2020 à la base antarctique Concordia.

Meganne Christian, ou Meganne Wyatt depuis son mariage en 2014, est une scientifique anglo-australo-italo-néo-zélandaise, née en décembre 1987 à Pembury (Kent, Angleterre).
Membre du groupe d'astronautes de l'Agence spatiale européenne en 2022, elle est chercheuse en science des matériaux au Conseil national de la recherche (CNR) à Bologne en Italie, et physicienne de l'atmosphère à la base Concordia en Antarctique.

## Biographie
Meganne Louise Christian naît en décembre 1987, dans le comté du Kent, en Angleterre, de parents néo-zélandais. Alors qu'elle a cinq ans, sa famille déménage à Wollongong, en Australie. Elle fréquente la Illawarra Grammar School et fait partie de l'équipe du championnat international de l'école en 2002 du Future Problem Solving Program International,. Étudiante à l'université de Nouvelle-Galles du Sud (UNSW), elle obtient en 2009 un baccalauréat en ingénierie et la médaille universitaire en chimie industrielle. Toujours à l'Université, elle obtient le prix Heinz Harant en 2011 et un doctorat en 2014 pour ses recherches sur le stockage de l'hydrogène avec des borohydrures,.
Elle déménage ensuite à Bologne et travaille à l'Institut de microélectronique et des microsystèmes (IMM) du Conseil national de la recherche d'Italie,,. En 2021, l'ambassadeur d'Australie en Italie la met en vedette dans le cadre de la Journée internationale des femmes et des filles de science.
En 2022, elle est sélectionnée comme membre de la réserve des astronautes par l'Agence spatiale européenne.
Elle obtient la nationalité italienne en 2022[réf. nécessaire]. Elle a également les nationalités britannique, australienne (en) et néo-zélandaise (en).
En octobre 2023 elle rejoint l'Agence spatiale du Royaume-Uni en tant qu'astronaute de réserve et responsable de la commercialisation de l'exploration.

## Recherche
À l'Agence nationale italienne de la recherche (CNR) à Bologne, elle a travaillé sur la production et la caractérisation microscopique de nanocomposites à base de graphène, en particulier les structures 3D de graphène telles que les mousses de graphène, dans le cadre du Graphene Flagship de l'UE. Cela comprend des recherches en apesanteur en 2018, étudiant l'application de caloducs en boucle pour la gestion de la chaleur des satellites,. Elle occupe le poste de physicienne de l'atmosphère et de météorologue à la base de recherche antarctique franco-italienne Concordia lors de la campagne de l'hiver 2019,,,,, et la saison d'été 2020-21,.